# 臺北市立和平高級中學
臺北市立和平高級中學（英語：Taipei Municipal Heping High School，HPSH），簡稱和平高中，是唯一一所位於臺北市大安區的完全中學。
臺北市政府為了能夠使該區域能有一所公立的高中，引導國中教學正常化，達成高中區域平衡及普遍性，配合教育部在1993年7月21日發布《完全中學試辦計畫》，1994年7月1日起增設高中部。

## 概要
與大安國小和芳和實中共同成立學校聯盟「臥龍學園」。

## 教學大樓新建工程
由於校舍老舊，教學空間不足，附近停車位不足，提出教學大樓新建工程，新建地下2層為台北市停車管理工程處地下公共停車場，提供汽車270位，機車101位，改善附近停車位不足問題，地上5樓為圖書館、展演廳、普通教室（36班）、行政空間。於2023年3月29日開工，2023年4月17日開工動工典禮，預計2026年10月完工。

## 歷任校長
| 任別 | 姓名   | 任職時間  |
| ---- | ------ | --------- |
| 1    | 林慶龍 | 1968-1978 |
| 2    | 許春風 | 1978-1980 |
| 3    | 黃浴沂 | 1980-1990 |
| 4    | 陳醮平 | 1990-1994 |
| 5    | 鍾明樟 | 1994-1999 |
| 6    | 許勝哲 | 1999-2006 |
| 7    | 李世文 | 2006-2013 |
| 8    | 陳智源 | 2013-2019 |
| 9    | 温宥基 | 2019-2025 |
| 10   | 楊廣銓 | 2025-     |

## 姊妹校
- 日本廣島縣立忠海高校（日语：広島県立忠海高等学校）[6]

## 爭議
2020年和平高中對校內廁所進行修繕工程，但完工後被發現窗戶位置過低，引發學生如廁隱私方面的疑慮。臺北市議員耿葳也批評臺北市政府教育局把關不力，並要求校方將窗戶拆除，改建為磚牆。

## 外部連結
- 臺北市立和平高級中學 （页面存档备份，存于）
- 臺北市立和平高級中學 - 圖書館

25°01′09.84″N 121°32′55.02″E / 25.0194000°N 121.5486167°E